# 賴宇凡
賴宇凡是在台灣出生的女性，現居美國。賴宇凡自稱是「心理諮商師」，曾在美國加州大學獲碩士學位，並未具有臺灣諮商心理師的執照，網路輿論曾論戰過其是否擁有諮商心理師之執照及專業。賴宇凡表示她是美國的自然醫學營養治療師（NTA）。
賴宇凡於2015、2016、2017連續三年獲選博客來年度華文暢銷作家。YouTube單支影片超過658萬人次觀看，在網絡上有為數不少的追隨者。其推廣的營養學理論與學術界主流的理論存在明顯差異，甚至有許多錯誤，被不少醫師批評。賴宇凡曾在個人社群媒體頁面指出人體有細胞壁，以及小腦掌控個人情緒等，與實際科學知識不符之認知。
著有《情緒界線：孩子人生必備的競爭力》、《根治飲食帶你遠離慢性病》、《守衛你的情緒界線》、《28天超便利根治飲食法》等書籍。